# TEE Parsifal
Le TEE Parsifal était un train rapide qui reliait Paris à Dortmund, de 1957 à 1979. Exploité par la Deutsche Bundesbahn et la SNCF, le TEE Parsifal était un Trans-Europ-Express (donc uniquement en première classe) jusqu'à la fin du service d'hiver le 25 mai 1979 puisqu'il cessait définitivement de circuler.
Le nom de ce TEE fait référence à Parsifal, légendaire héros des chevaliers de la table ronde, encore appelé Parzival ou Perceval, et rendu célèbre par un opéra de Richard Wagner créé en 1882.

## Parcours et arrêts
- 3 octobre 1957 Paris, Maubeuge, Charleroi, Namur, Liège, Verviers, Herbesthal, Aachen, Köln, Essen, Dortmund (609,4 km)[1].
- 1er juin 1958 Arrêts supplémentaires à Dusseldorf, Duisburg, Bochum, et arrêt supprimé à Herbesthal[1].
- 31 mai 1959 Arrêt rétabli à Herbesthal. TEE limité à Dusseldorf (532,2 km)[1].
- 29 mai 1960 Itinéraire prolongé : Dusseldorf, Essen, Münster, Bremen, Hamburg Hbf, Hamburg Dam, Hamburg Altona (952,4 km)[1].
- 27 mai 1962 Arrêts supprimés à Verviers et Herbesthal[1].
- 29 septembre 1963 Arrêt supplémentaire à Saint-Quentin[1].
- 22 mai 1966 Arrêt rétabli à Verviers[1].
- 1er septembre 1969 Arrêt supplémentaire à Duisburg[1].
- 23 mai 1971 Sens pair seulement, itinéraire modifié entre Munster et Essen via Hamm et Dortmund. Arrêt supplémentaire à Osnabrück dans les deux sens (970,1 km)[1].
- 26 septembre 1971 Arrêt à Dortmund dans les deux sens et dorénavant itinéraire entre Dortmund et Munster via Lünen (959,4 km)[1].
- 27 mai 1979 TEE supprimé par décision de le transformer en train qualifié Intercity 1ère et 2è classe sur le parcours limité de Paris-Köln, avec fusion des trains 246-247 entre Paris et Aachen[1].

## Numérotation[1]
- 3 octobre 1957 TEE 155-190
- 28 mai 1967 TEE 43-44
- 23 mai 1971 TEE 33-32

## Matériel
- 3 octobre 1957 Autorail TEE SNCF, 1 jeu[1].
- 29 mai 1960 Rame diesel TEE DB, 2 jeux, type VT 11 à 6 remorques dont 1 facultative et, à partir de l'été 1965, à 8 remorques dont deux facultatives[1].
- 29 septembre 1968 Voitures TEE de la DB, 2 jeux comprenant : 1 Ap + 2 Av + 1 ARD + 1 WR, entre Aachen-Hamburg 1 Ap + 1 Av[1].

Restauration assurée par la CIWL sur le matériel SNCF et par la DSG sur les matériels de la DB.